# Norwegian
Norwegian ou Norwegian Air Shuttle ASA est une compagnie aérienne norvégienne, à bas coûts, basée à Fornebu, dans la banlieue d'Oslo en Norvège. Son centre technique est à l'aéroport de Stavanger.
Au plus fort de son développement, Norwegian est devenu la 3e compagnie à bas prix d'Europe derrière EasyJet et Ryanair et la 2e plus grande compagnie de Norvège.
Norwegian a lancé ses opérations long-courrier en mai 2013 s'attaquant à ce marché par des tarifs transatlantiques très réduits.
En 2017, elle a transporté 37,3 millions de passagers, pour un chiffre d'affaires de 2,7 milliards d'euros.
Elle a été élue première compagnie à bas coûts d'Europe par Skytrax six fois d'affilée en 2013, 2014, 2015, 2016, 2017 et 2018.
Depuis 2020, la crise du Covid-19 met en grandes difficultés l'ensemble du groupe Norwegian qui doit se lancer dans une restructuration mondiale. Son plan comprend « l’arrêt des opérations longue distance de la compagnie et la révision à la baisse de ses opérations de courte distance »

## Histoire

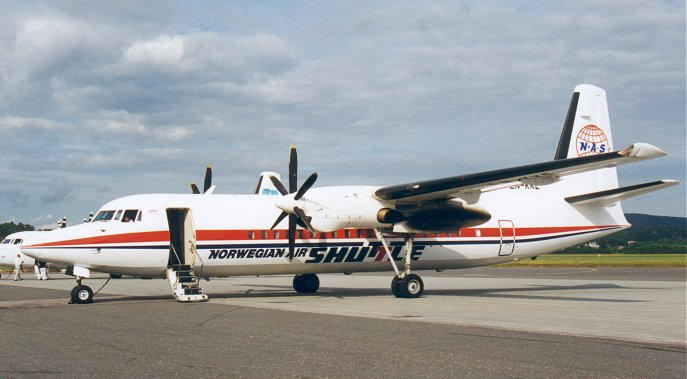
Ancien Fokker F50 (LN-KKE) de Norwegian Air Shuttle

Norwegian Air Shuttle (NAS) est créée en janvier 1993 pour reprendre les opérations régionales Busy Bee de Brathens, qui assure des vols charters dans l’ouest de la Norvège avec trois Fokker 50. En 1999, elle transporte 500 000 passagers avec six avions, en ajoute un septième l’année suivante. La coopération avec Braathens prend fin en 2001, cette dernière étant rachetée par SAS Scandinavian Airlines en novembre.

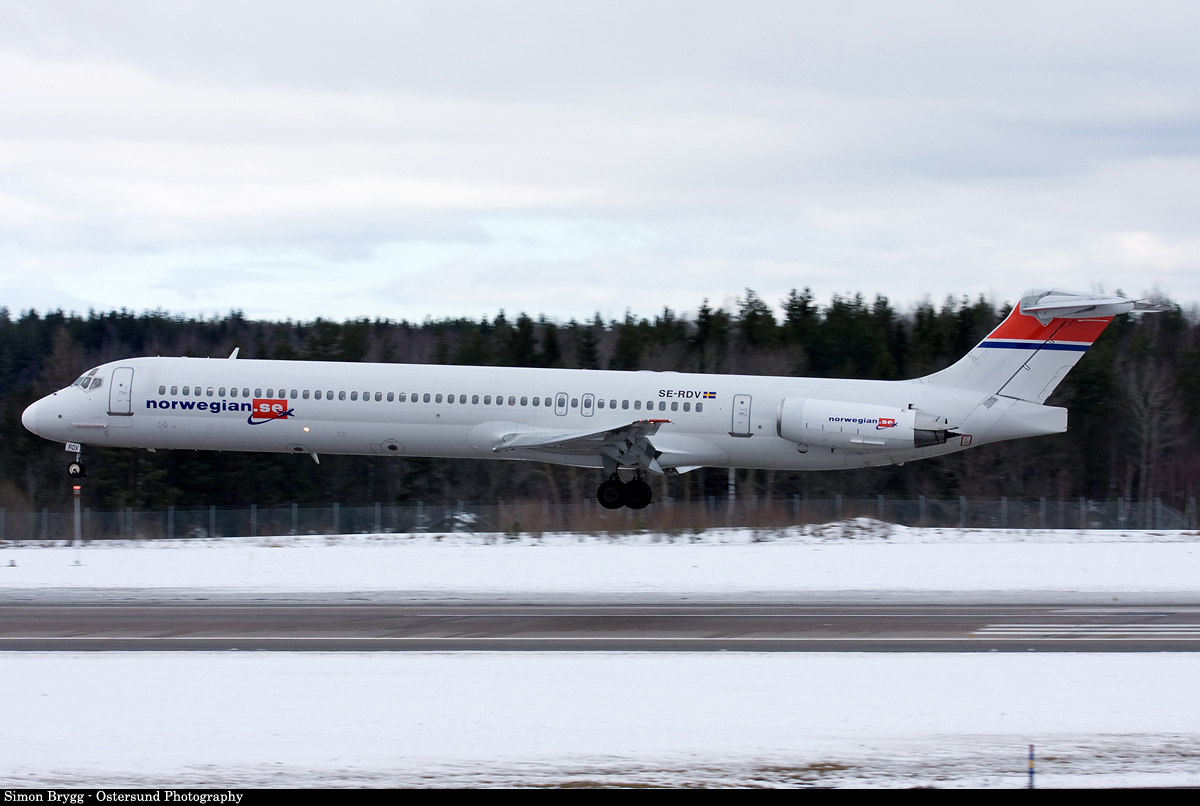
McDonnell Douglas MD-83 hérité de FlyNordic

En avril 2002, Norwegian annonce le lancement d’une compagnie à bas prix, avec des Boeing 737-300, et commence ses opérations en novembre sous le nom Norwegian. Elle entre en bourse l’année suivante, puis signe en 2004 ses premiers accords de partage de codes avec Fly Nordic (filiale de Finnair) et Sterling Airlines au Danemark. Sa première base à l’étranger est ouverte en 2006 à Varsovie, et en 2007 elle rachète Fly Nordic et commande 42 Boeing 737-800. Une base à Oslo-Rygge et une autre à l’aéroport de Copenhague sont inaugurées en 2008. En 2011, Norwegian met à disposition de ses passagers l’accès à internet par Wi-Fi, une première en Europe, installe un hub à Helsinki et commande entre autres trois Boeing 787 Dreamliner.
En 2012, la compagnie passe la plus grosse commande de l'histoire de l’aviation européenne avec 122 Boeing 737, dont 100 737 MAX 8 (plus autant en option), et 100 Airbus A320 neo (plus 50 en option). Norwegian porte à cinq le nombre de Dreamliner qu’elle louera à ILFC. En octobre, elle annonce l’ouverture en mars 2013 d’une base à l’aéroport de Londres Gatwick.
Norwegian lance en novembre 2012 les ventes sur ses premières routes de sa filiale long-courrier Norwegian Long Haul, qui relieront Oslo et Stockholm à New York (en mai 2013) et Bangkok (en juin 2013).

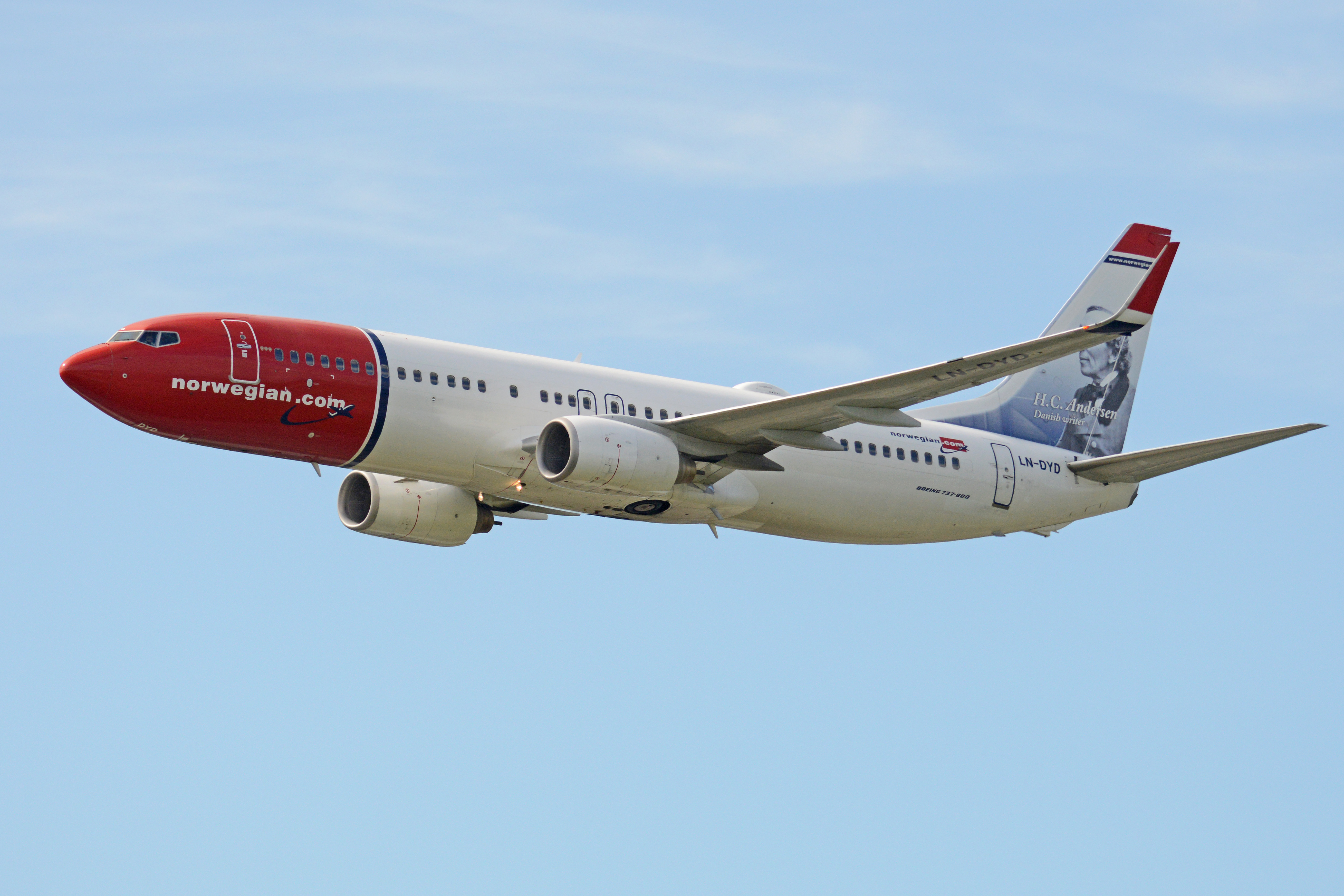
Un Boeing 737 de Norwegian en 2017.

En 2015, la compagnie passe une importante commande de 19 Boeing 787-9 Dreamliner. Il s'agit de la plus importante commande unitaire d'une compagnie européenne pour le B787-9.
La compagnie annonce avoir retiré ses derniers 10 Boeing 737-300 en décembre 2015.
Norwegian devient également la première compagnie scandinave devant SAS Scandinavian Airlines quant au trafic. La compagnie norvégienne a en effet transporté 2,69 millions de passagers alors que SAS Scandinavian Airlines a transporté 2,592 millions de passagers.
En juillet 2019, alors que la compagnie a frôlé la faillite quelques mois plus tôt, son directeur général Bjørn Kjos, 72 ans, annonce son départ. Il est remplacé par Geir Karlsen, PDG par Intérim puis par Jacob Schram depuis le 1er janvier 2020.
La crise du coronavirus empire rapidement les difficultés de Norwegian, qui doit annuler dès le mois de mars 85% de ses vols et placer 7300 employés (90% des effectifs) en chômage partiel. L'état norvégien intervient pour sauver la société en acceptant de se porter garant d'un prêt bancaire d'environ 290 millions d'euros en sa faveur, ainsi que par des allègements fiscaux. Une conversion d'une partie de la dette en nouvelles actions avait également été consentie. Mais en novembre 2020, le gouvernement norvégien refuse de venir à nouveau en aide à Norwegian malgré ses demandes réitérées, provoquant immédiatement la chute de 20% du cours de ses actions, lesquelles avaient déjà perdu 99% de leur valeur au cours de l'année, enfonçant un peu plus l'entreprise dans une situation déjà critique.
Le 18 novembre 2020, Norwegian a demandé la protection de la loi sur les faillites en Irlande, où la majeure partie de sa flotte restante est détenue, dans le but de restructurer l'organisation qui devrait durer cinq mois.
En janvier 2021, Norwegian et ses filiales ont commencé à réduire leur flotte en remettant plusieurs avions, dont des Boeing 787 long-courriers, à leurs bailleurs respectifs.
Le 14 janvier 2021, Norwegian a annoncé la fin de tous les services long-courriers pour se concentrer sur un réseau de routes européen redimensionné.
En février 2021, Norwegian a engagé la procédure de liquidation judiciaire de sa filiale indirecte française, qui emploie près de 300 personnes.
En mai 2021, Norwegian veut licencier près de 1 200 membres d’équipage en Espagne. Norwegian affirme que l’Espagne est le seul pays où elle compte maintenir une «présence permanente» en dehors des pays scandinaves, la compagnie a décidé de se retirer de tous ses autres marchés (Royaume-Uni, Etats-Unis, France et Italie).

## Flotte
Elle dispose en 2016 de 118 Boeing 737-800 répartis dans 5 filiales, plus 1 Boeing 737-800 encore à livrer.

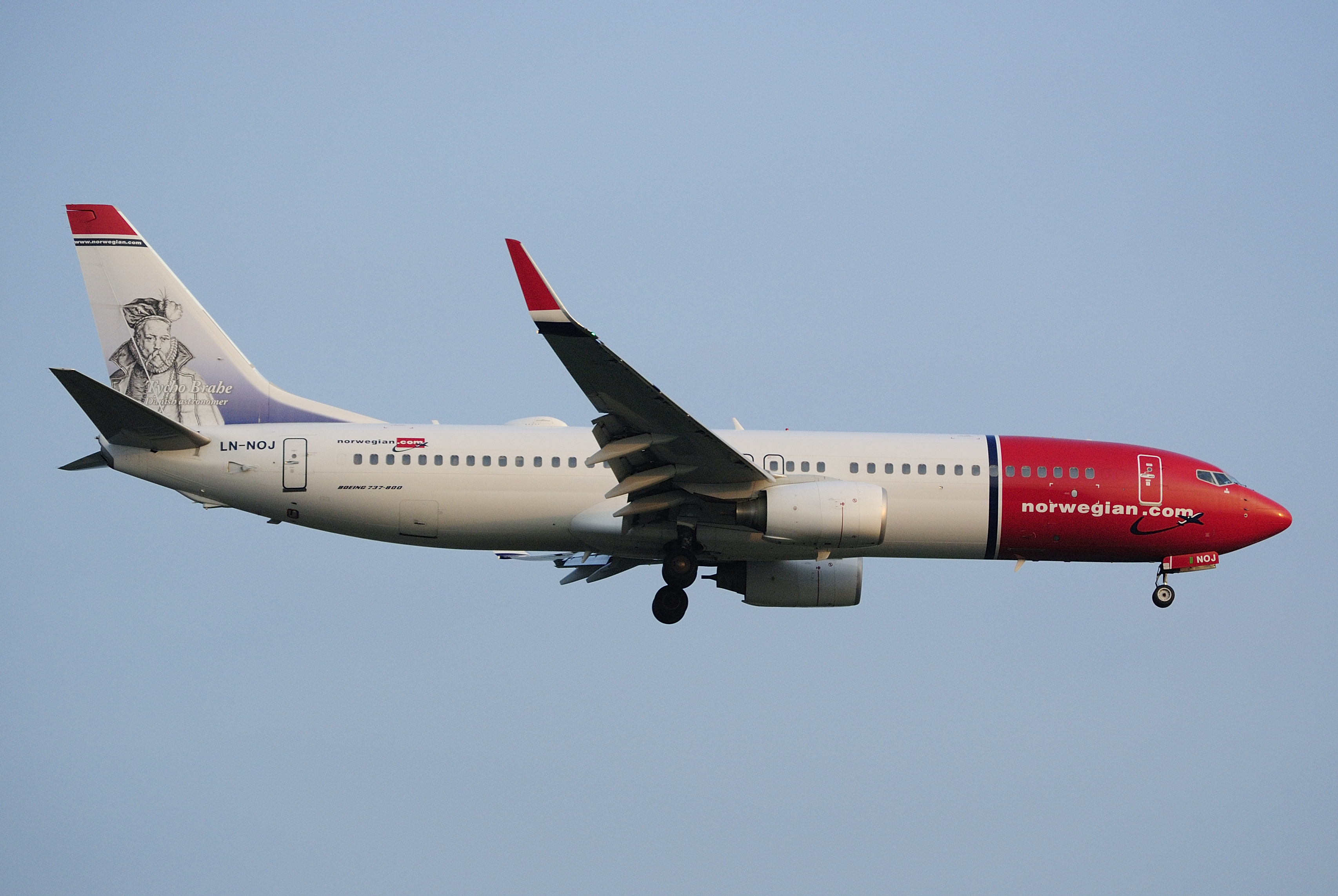
Boeing 737-800 de Norwegian en approche à l'aéroport de Londres-Gatwick.

A la fin de 2019, la flotte de Norwegian était composée de 156 appareils, long et moyen-courriers, seulement cinquante avions seront utilisés en 2021
En mars 2022, Norwegian exploite les appareils suivants :
Après le crash d'un Boeing 737 MAX 8 de la compagnie Ethiopian Airlines le 10 mars 2019 et l'interdiction consécutive au crash du vol de tous ces appareils en zone Europe, Norwegian Air Shuttle va réclamer des réparations financières à Boeing après la suspension de vol de ces appareils.
Le 29 juin 2020, Norwegian annonce l'annulation d'une commande de 92 Boeing 737 MAX 8 et de 5 Boeing 787-9, outre la remise en cause d'un contrat de maintenance.
Par ailleurs, la compagnie demande également des dédommagements en raison de l'immobilisation des Boeing 737 MAX

## Opérations
Norwegian opère sous sept compagnies différentes :
- Norwegian Air Shuttle - Norvège (DY, NAX)
- Norwegian Long Haul - Norvège (DU, NLH)
- Norwegian Air International - Irlande (D8, IBK)
- Norwegian Air UK - Royaume-Uni (DI, NRS)
- Norwegian Air Argentina - Argentine (DN, NAA)

Au printemps 2013, Norwegian exploite 330 routes vers 120 destinations. À partir de décembre 2015, la compagnie dessert les États-Unis via les Antilles françaises notamment la Guadeloupe et la Martinique, les villes de Baltimore/Washington, New York JFK, Fort Lauderdale et Boston à bas coûts pendant la saison hivernale uniquement.
À partir du 29 juillet 2016, Norwegian Long Haul exploite trois routes qui relient l'aéroport de Paris-Charles-de-Gaulle à l'aéroport international de New York-John F. Kennedy, l'aéroport international de Fort Lauderdale-Hollywood et l'aéroport international de Los Angeles, toutes opérées en Boeing B787-8 Dreamliner ou 787-9 Dreamliner. Ainsi, Paris-CDG devient sa seconde nouvelle base long-courrier (hors Scandinavie).
À partir de juin 2017, Norwegian Long Haul opère quatre routes qui relient Barcelone El-Prat à New York/Newark, Los Angeles, Fort Lauderdale et Oakland/San Francisco.
Orlando est desservie une fois par semaine à partir de l'été 2017 au départ de Paris-CDG.
En automne 2018, Norwegian Air lance également 2 routes en partance de Montréal-Trudeau (CYUL) vers la Guadeloupe et la Martinique.
Norwegian lance à partir de l'été 2017 au départ d'Édimbourg, Belfast, Cork, Shannon et Dublin vers Newburgh-Stewart, Providence Airport et Bradley International Airport avec ses nouveaux Boeing 737 MAX.

## Mode de liquidation de la filiale française contesté
Norwegian voudrait liquider sa filiale française au mépris du droit du travail français. Les salariés de Norwegian en France dénoncent une liquidation judiciaire opaque. Ils manifestent à Paris et dénoncent le silence de la compagnie sur ces méthodes,,,, Les salariés français, après leurs manifestations, espèrent une audience auprès de l’ambassade de Norvège en France avec Madame l'ambassadrice Oda Sletnes[réf. nécessaire].
La compagnie serait en difficulté depuis 2017. Les 286 salariés (145 pilotes, 136 personnels de cabine, 5 employés administratifs) ne seraient plus payés depuis janvier 2021, moment de la fermeture de l'antenne de Roissy.
La société aurait touché 8 millions d'euros, de la part de l'État Français, pour financer le chômage partiel au sein de sa filiale française, à la suite de la pandémie de Covid-19.